# ويليام ويبر (عالم)
ويليام ويبر (بالإنجليزية: William Alfred Weber)‏ (و. 1918  م) هو عالم نبات، وعالم أشنيات، من الولايات المتحدة الأمريكية، ولد في نيويورك.